# TX-0
Il TX-0 (acronimo di Transistorized Experimental computer zero spesso chiamato tixo) era un supercomputer totalmente a transistor con una memoria a nucleo magnetico di sistema della notevole capacità (per i tempi) di 64.000 parole di 18 bit. Il TX-0 venne attivato nel 1956 e rimase operativo per tutti gli anni sessanta.
Sviluppato dai Lincoln Laboratory del Massachusetts Institute of Technology utilizzava largamente i transistor ed era in effetti il primo esperimento su vasta scala di un computer basato su transistor con una tale memoria di sistema. Il sistema era una versione a transistor del computer Whirlwind, un altro progetto dei Lincoln Labs. Ma mentre il Whirlwind riempiva il piano di un edificio il TX-0 occupava una singola stanza ed era veloce. Come il Whirlwind, il TX-0 era equipaggiato con uno schermo inserito in un contenitore da oscilloscopio di 12 pollici. L'uscita era uno schermo di 512 x 512 pixel in uno schermo di 7 x 7 pollici.
Il TX-0 non fu progettato per essere utilizzato come sistema a sé stante. La macchina disponeva di una memoria di 64.000 parole e quindi utilizzava un indirizzamento a 16 bit ma per ridurre i costi si decise di utilizzare parole di soli 18 bit. Venivano utilizzati solo 2 bit per le istruzioni, infatti la macchina disponeva solo di quattro istruzioni. Queste istruzioni consentivano di memorizzare un dato, sommare dei dati ed effettuare un salto. La quarta istruzione consentiva di accedere ad una seconda serie di istruzioni che potevano essere utilizzate singolarmente o collegate. Queste istruzioni addizionali richiedevano ulteriori 10 microsecondi per essere eseguite.
Con il termine del TX-0 i lavori del laboratorio si concentrarono sul progetto TX-1. Tuttavia il progetto dovette affrontare molte difficoltà per via della complessità e in seguito venne riconvertito ad un progetto più modesto, il TX-2 del 1958. Il nucleo della memoria per il tempo era molto grande e buona parte deriva da quello del TX-0 che fu cannibalizzato per realizzare il TX-2. In seguito il TX-0 non è stato considerato molto interessante, ed è stato prestato in maniera semipermanente al laboratori di elettronica del MIT dal giugno del 1958 dove è diventato il centro di quello che in seguito è diventato il MIT Artificial Intelligence Lab.
Trasportato al Lincoln Labs con soli 4 K di memoria il computer non era più costretto a utilizzare 16 bit per indirizzare la memoria e in seguito si espanse il numero di istruzioni portandole da 4 a 16; venne anche aggiunto un registro indice. Questo rese la programmazione della macchina molto più semplice, ma consentiva l'espansione della memoria a 8 K. L'espansione della memoria consentì lo sviluppo di molte grandi innovazioni dell'informatica come il riconoscimento della voce e il riconoscimento della scrittura, e vennero sviluppati molti progetti come programmi di scrittura e debugger.
Nel contempo il progetto TX-2 andava avanti affrontando molte difficoltà. Una di questa dipese dal fatto che molti membri della squadra abbandonarono il progetto per fondare le loro società. Dopo poco tempo i moduli del TX-2 furono venduti singolarmente alla Digital Equipment Corporation (DEC) che decise di produrre una versione ripulita del TX-0 nel 1961, che chiamò PDP-1. Il primo PDP-1 venne installato in una stanza vicina a quella del TX-0 e funzionarono contemporaneamente per alcuni anni.